# Koumansetta hectori
Koumansetta hectori é uma espécie de peixe da família Gobiidae e da ordem Perciformes.